# Flugplatz Minami-Torishima

i7
i11
i13
Der Flugplatz Minami-Torishima (japanisch 南鳥島航空基地 Minami-Torishima Kōkū Kichi, IATA-Code: MUS, ICAO-Code: RJAM) ist ein japanischer Flugplatz auf der unbewohnten militärisch genutzten Insel Minami-Torishima, die auch als Marcusinsel bezeichnet wird. Der Flugplatz wird durch die japanischen Meeresselbstverteidigungsstreitkräfte betrieben.